# Янсма, Сибрен
Сибрен Янсма (нидерл. Sybren Jansma, 3 февраля 1982, Драхтен, Фрисландия) — голландский бобслеист, разгоняющий, выступающий за сборную Нидерландов с 2002 года. Участник трёх зимних Олимпийских игр, неоднократный победитель национального первенства, различных этапов Кубка мира и Европы.

## Биография
Сибрен Янсма родился 3 февраля 1982 года в городе Драхтен, провинция Фрисландия. Активно заниматься бобслеем начал с 2002 года, сразу же прошёл отбор в национальную сборную, присоединившись к команде Голландии в качестве разгоняющего. Однако попасть в команду, делегированную на Олимпийские игры в Солт-Лейк-Сити, не успел. Постепенно улучшал результаты и вскоре пробился в экипаж ведущего пилота страны Аренда Гласа, в ноябре 2004 года дебютировал с ним в Кубке мира, показав на трассе немецкого Винтерберга пятое время. Их команда регулярно попадала в десятку сильнейших и в 2006 году отправилась на Олимпиаду в Турин, где заняла девятнадцатое место в двойках и шестнадцатое в четвёрках.
После того как Глас ушёл из бобслея, Янсма стал разгоняющим пилота Эдвина ван Калкера. В течение нескольких последующих лет их результаты оставляли желать лучшего, спортсмен далеко не всегда попадал в двадцатку, а медали, если и выигрывал, то только на менее престижном Кубке Европы. На чемпионате мира 2007 года в швейцарском Санкт-Морице показал двадцать первое время, постепенно его показатели пошли вверх. Наиболее успешным для Янсмы оказался сезон 2008/09, когда на этапах Кубка мира со своей четвёркой он дважды попадал в число призёров и в итоге занял в общем зачёте рекордную для себя девятую строку.
Благодаря череде успешных выступлений Сибрен Янсма удостоился права защищать честь страны на Олимпийских играх 2010 года в Ванкувере, где вместе с ван Калкером финишировал четырнадцатым в программе двоек. Также был заявлен на соревнования четвёрок, но после крушения во время тренировки и неудач многих именитых спортсменов их команда решила отказаться от заездов. После завершения Олимпиады продолжил выступать на самом высоком уровне, принимая участие в крупнейших соревнованиях. На чемпионате мира 2011 года в немецком Кёнигсзее был восемнадцатым среди двоек и шестнадцатым среди четвёрок, год спустя на мировом первенстве американском Лейк-Плейсиде существенно прибавил, на четырёхместном экипаже добрался до финиша одиннадцатым, тогда как на двухместном немного не дотянул до бронзовой медали, приехав четвёртым.
В 2014 году Янсма побывал на Олимпийских играх в Сочи, где финишировал одиннадцатым в программе четырёхместных экипажей.